# Kapelle Klein-Jerusalem

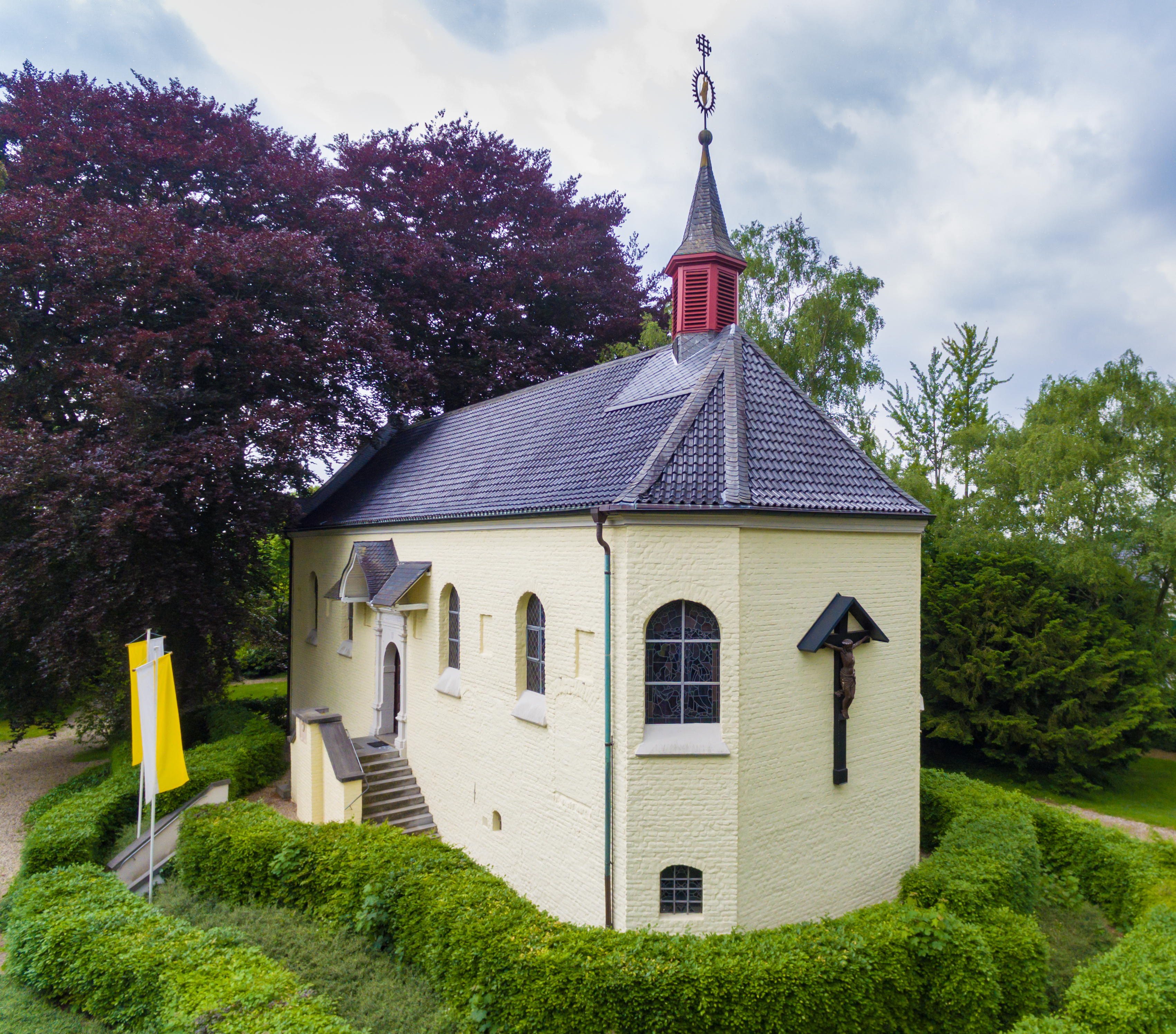
Kapelle Klein-Jerusalem, 2017

Die Kapelle Klein-Jerusalem ist ein kleines Gotteshaus, das nordöstlich der Ortslage von Neersen, einem Stadtteil von Willich, steht. Die Kapelle gehört zur Neersener Pfarrkirche St. Mariä Empfängnis. Heutzutage ist sie eine Pilgerstätte und wird darüber hinaus vor allem für Hochzeiten genutzt. Die Kapelle bildet jährlich das Zentrum eines Schützenfestes.

## Entstehung
Im Jahre 1660 erbaute der Geistliche Gerhard Vynhoven (* 1596; † 1674) diese Kapelle. In ihr sollten die heiligen Stätten an den Niederrhein geholt werden, um den vom Dreißigjährigen Krieg erschütterten Menschen „die ersten und die letzten Tage des Herren anschaulich vor die Seele zu stellen“. Es entstanden präzise Nachbildungen der Geburtsgrotte in Betlehem und des Heiligen Grabes in Jerusalem. Er nannte sein Bauwerk zunächst Beth-Jerusalem. Im Volksmund aber bürgerte sich sehr schnell die Bezeichnung Klein-Jerusalem ein.
Vynhoven wurde auf dem Vennhof, unweit der heutigen Kapelle, geboren. Er war während des Dreißigjährigen Krieges Militärseelsorger im Reiterkorps des Reitergenerals Johann von Werth gewesen und war seit 1652 Hauspriester des Neersener Freiherrn Adrian Wilhelm von Viermund, der ihn bei den Bauarbeiten großzügig unterstützte.

### Geschichte

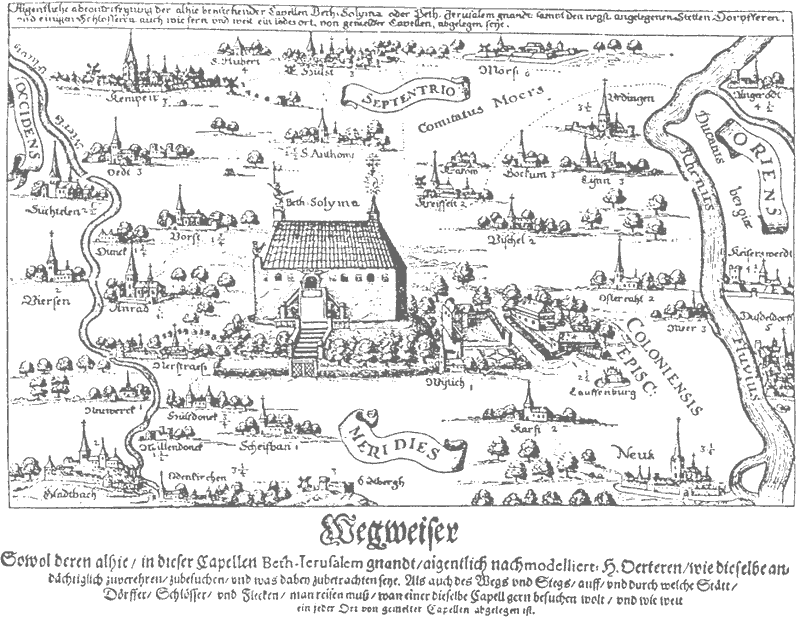
Historischer Wegweiser für Pilger

Die Wallfahrt nach der Kapelle erfreute sich bald am gesamten Niederrhein großer Beliebtheit.
Zur Stiftung gehörte damals auch eine Schule und eine Rektoratshaus, sowie einige Ländereien, die den Unterhalt der Gebäude und eines Rektors sicherstellen sollten. Als 1771 wegen Schäden am Kapellengebäude der Unterhalt der Kapelle und Schule aus dem Stiftungsvermögen nur noch unzureichend möglich war, übernahm das Minoritenkloster Neersen die Stiftung.
Während der Franzosenzeit wurden 1802 die Gebäude im Rahmen der Säkularisation vom französischen Staat eingezogen, Kapelle und Schule geschlossen. Die Kapelle diente französischen Besatzungstruppen als Heumagazin und wurde 1803 wie die Nebengebäude an Privatleute verkauft. Auf Umwegen gelang es der Neersener Pfarrgemeinde 1804, zumindest das Kapellengebäude zurückzukaufen. Als wenig später wallfahrende Flagellanten an der Kapelle auftraten, verbot die französische Obrigkeit jedoch Gottesdienste und Wallfahrten nach der Kapelle. Diese konnten erst nach 1814 wieder aufgenommen werden.
Obwohl das Grundstück, auf dem sich die Kapelle befindet gebietsmäßig zum Ortsteil Schiefbahn gehört, gehört die Kapelle kirchenrechtlich seit 1804 zur Neersener Pfarrgemeinde.
In den Jahren 1979 bis 1982 wurde die Kapelle umfassend restauriert.

### Architektur
Das Gebäude hat zwei Geschosse.
Das untere Geschoss, eine Art Krypta, ist über Treppen zu beiden Seiten des Altars im Obergeschoss zu erreichen. In diesem Raum befindet sich eine Nachbildung der Geburtsgrotte in Betlehem sowie das Grab Vynhovens. Die Sakristei befindet sich ebenfalls im Erdgeschoss.
Das Obergeschoss ist die eigentliche Kapelle. Dieser Raum ist vollständig ausgemalt.
Auf dem Altar wird durch eine Skulpturengruppe die Kreuzigung Jesu Christi dargestellt.
Im hinteren Teil der Kapelle befindet sich eine originalgetreue Nachbildung des Grabes Christi samt Ädikula im Maßstab 1:2, wie es in der Grabeskirche in Jerusalem bis zu einem Feuer im Jahre 1808 zu sehen war. Die Grabkammer ist durch eine schmiedeeiserne Tür zugänglich. Die Tür wird von Darstellungen zweier römischer Soldaten flankiert. Im Inneren des Grabes sieht man eine in Leintücher gewickelte Figur, die den Leichnam Christi darstellen soll.
Das Gebäude hat einen Dachreiter als Glockenturm, dessen Glocken per Hand geläutet werden.
In der Grünanlage befindet sich ein Kreuzweg.

## Sonstiges
Man kann die Kapelle jeden zweiten Sonntag im Monat zwischen 14 und 16 Uhr besichtigen. Sie ist von der Autobahn 44 ab der Ausfahrt Neersen ausgeschildert.